# Zenaida Yanowsky
Pour les articles homonymes, voir Yanowsky.
Zenaida Yanowsky, née le 23 décembre 1975 à Lyon, est une danseuse du Royal Ballet britannique.